# Зоряна маса
Зоряна маса — маса зорі. Зазвичай подається в  масах Сонця M☉. Сіріус має масу близько 2,02 M☉. Маса зорі змінюється протягом її існування, оскільки вона втрачається зоряним вітром або викидається внаслідок пульсації, або якщо у неї збільшується маса, наприклад, від зорі-супутника.

## Властивості

Діаграма Герцшпрунга — Рассела

Іноді зорі групують за масою на основі їхньої еволюційної поведінки в міру того, як вони наближаються до кінця свого існування, пов'язаного з ядерним синтезом.
Зорі з дуже малою масою менш як 0,5 M☉ не виходять на асимптотичну гілку гігантів (AGB), а еволюціонують безпосередньо в білих карликів. (Принаймні теоретично; тривалість існування таких зір більша, ніж теперішній вік Всесвіту, тому жодна з них ще не встигла проеволюціонувати до такого стану).
Зорі малої маси приблизно до 1,8—2,2 M☉ (залежно від хімічного складу) потрапляють в AGB, де у них утворюється гелієве ядро.
Зорі середньої маси зазнають потрійну гелієву реакцію і утворюють вироджене вуглецево-кисневе ядро.
Масивні зорі мають мінімальну масу 5-10 M☉. У цих зорях відбувається синтез вуглецю, а їхнє існування закінчується спалахом наднової з колапсом ядра. Чорні діри, що утворюються в результаті колапсу зорі, називаються чорними дірами зоряної маси.
Поєднання радіуса й маси зорі визначає поверхневу гравітацію. Зорі-гіганти мають набагато меншу поверхневу гравітацію, ніж зорі головної послідовності, тоді як для вироджених, компактних зір, таких як білі карлики, спостерігається протилежна картина. Поверхнева гравітація може впливати на вигляд спектра зорі, причому вища гравітація спричиняє розширення ліній поглинання .

###### Формули
- Формулу  {\displaystyle M={\frac {4\pi ^{2}\mathbf {r^{3}} }{G\mathbf {T} ^{2}}}\;}  можна використати для обчислення маси 𝑀 зорі (або планети) з урахуванням орбітального періоду 𝑇 та орбітального радіуса 𝑟 об’єкта, який рухається по коловій орбіті навколо них, G - гравітаційна стала[4].

- Порівняння мас і світності для більшості зір виявили таку залежність: світність приблизно пропорційна четвертому ступеню маси: {\displaystyle L/L_{\bigodot }\approx (M/M_{\bigodot })^{4}}

## Діапазон
Однією з наймасивніших відомих зір є Ета Кіля масою 100—200 M☉; тривалість її існування дуже коротка — максимум кілька мільйонів років. Дослідження скупчення Арки припускає, що 150 M☉ є верхньою межею для зір у поточній ері Всесвіту . Причина цієї межі точно не відома, але вона частково пов'язана зі світністю Еддінгтона, яка визначає максимальну світність, що може пройти крізь атмосферу зорі без викиду газів у космос. Однак зоря R136a1 у зоряному скупченні RMC 136a була виміряна у 215 M☉, що ставить цю межу під сумнів. Дослідження показало, що зорі, масивніші за 150 M☉ в R136, утворюються шляхом зіткнення й злиття масивних зір у тісних подвійних системах, що дає можливість обійти межу в 150 M☉.
Перші зорі, що утворилися після Великого вибуху, могли бути масивнішими, до 300 M☉ або більше, через повну відсутність у їхньому складі елементів, важчих за літій. Однак це покоління надмасивних зір популяції III вже давно вимерло і наразі існує лише теоретично.
Маючи масу лише в 93 рази більшу за масу Юпітера (МJ), або 0,09 M☉, AB Doradus C, супутник AB Doradus A, є найменшою відомою зорею, в ядрі якої відбувається ядерний синтез . Для зір із металічністю, подібною до Сонця, теоретична мінімальна маса, за якої в ядрі зорі все-таки відбувається ядерний синтез, становить близько 75 МJ. Однак, коли металічність дуже низька, дослідження найслабших зір показало, що мінімальний розмір зорі становить близько 8,3% маси Сонця, або близько 87 МJ. Менші тіла називають коричневими карликами, які займають проміжну зону між зорями й газовими гігантами.

## Зміна
Сонце втрачає масу через випромінювання електромагнітної енергії та викидання речовини з сонячним вітром. Воно втрачає близько (2-3)×10-14 M☉ на рік. Втрата маси збільшиться, коли Сонце перейде на стадію червоного гіганта, до (7-9)×10-14 М☉/рік, коли воно досягне вершини гілки червоних гігантів. На асимптотичній гілці гігантів вона зросте до 10-6 M☉/рік, а потім досягне піку від 10-5 до 10-4 M☉/рік, коли Сонце утворить планетарну туманність. На той час, коли Сонце стане виродженим білим карликом, воно втратить 46% своєї початкової маси .